# Турдиева, Зарина Булатовна
Зарина Булатовна Турдиева (14 мая 1992 — 16 января 2016) — защитница сборной Казахстана по футболу. Футбольную карьеру начала в десятых годах за алма-атинскую СШВСМ. В 2012 году перешла в талдыкорганский Жетысу, где сыграла, более 22 матча. В 2014—2015 годах играла за кокшетауский Кокше, и собиралась продолжать карьеру в этом клубе. Но из-за нехватки финансирования «Кокше» мог не заявиться на соревнование Женской лиги (позднее так и произошло).
В январе 2016 года бабушка Зарины нашла её повешенной в сарае дома.